# شهری دیگر، قطاری دیگر
«شهری دیگر، قطاری دیگر» (انگلیسی: Another Town, Another Train) ترانه‌ای از ابرگروه موسیقی پاپ آبا است که در سال ۱۹۷۳ منتشر شد.
این ترانه که در سال ۱۹۷۳ در ژاپن و ونزوئلا و همچنین ایالات متحده آمریکا، آفریقای جنوبی و رودزیا منتشر شد و در سبک ترانه‌های سایمون و گارفانکل ساخته شده، یک تصنیف احساسی است که خواننده در آن ماجرای جدایی از معشوق خود را «فرا رسیدن سپیده‌دم» بازگو می‌کند.

## جدول موسیقی
| جدول (۱۹۷۴)          | بالاترین رتبه |
| -------------------- | ------------- |
| رودزیا (لایونز مِـید) | ۱۸            |